# Kanuta
Kanuta – imię żeńskie pochodzenia germańskiego, żeński odpowiednik imienia Kanut. Patronką tego imienia jest bł. Maria Kanuta od Pana Jezusa w Ogrójcu, siostra nazaretanka, wspominana razem z bł. Marią Stellą i towarzyszkami.
Kanuta imieniny obchodzi 4 września.